# Akgul Amanmuradovová
Akgul Amanmuradovová (* 23. června 1984, Taškent, Uzbekistán, tehdy Sovětský svaz) je uzbecká profesionální tenistka.
Ve své dosavadní kariéře na okruhu WTA Tour vyhrál dva deblové turnajů. Ve dvouhře nezískala žádný titul, dvakrát přitom odešla poražena z domácího Tashkent Open. V rámci okruhu ITF získala k březnu 2021 deset titulů ve dvouhře a patnáct ve čtyřhře.
Na žebříčku WTA byla nejvýše ve dvouhře klasifikována v květnu 2008 na 50. místě a ve čtyřhře pak v lednu 2010 na 36. místě.
V uzbeckém fedcupovém týmu debutovala v roce 2001. Do roku 2021 v soutěži nastoupila k šestašedesáti mezistátním utkáním s bilancí 25–19 ve dvouhře a 20–23 ve čtyřhře.

## Finále na okruhu WTA Tour
| Legenda                                         |
| ----------------------------------------------- |
| D – dvouhra; Č – čtyřhra                        |
| Grand Slam (0)                                  |
| Turnaj mistryň (0)                              |
| Tier I / Premier Mandatory & Premier 5 (0)      |
| Tier II / Premier (1–0 Č)                       |
| Tier III, IV & V / International (0–2 D; 1–2 Č) |

### Dvouhra: 1 (0–1)
| Stav       | č. | datum         | turnaj              | povrch | soupeřka ve finále    | výsledek      |
| ---------- | -- | ------------- | ------------------- | ------ | --------------------- | ------------- |
| Finalistka | 1. | 9. října 2005 | Taškent, Uzbekistán | tvrdý  | Michaëlla Krajiceková | 0–6, 6–4, 3–6 |
| Finalistka | 2. | 27. září 2009 | Taškent, Uzbekistán | tvrdý  | Šachar Pe'erová       | 3–6, 4–6      |

### Čtyřhra: 4 (2–2)
| Stav       | č. | datum           | turnaj                         | povrch | spoluhráčka        | soupeřky ve finále                        | výsledek         |
| ---------- | -- | --------------- | ------------------------------ | ------ | ------------------ | ----------------------------------------- | ---------------- |
| Vítězka    | 1. | 20. června 2009 | Eastbourne, Spojené království | tráva  | Ai Sugijamová      | Samantha Stosurová Rennae Stubbsová       | 6–4, 6–3         |
| Vítězka    | 2. | 21. května 2011 | Štrasburk, Francie             | antuka | Čuang Ťia-žung     | Natalie Grandinová Vladimíra Uhlířová     | 6–4, 5–7, [10–2] |
| Finalistka | 1. | 23. září 2012   | Soul, Jižní Korea              | tvrdý  | Vania Kingová      | Raquel Kopsová-Jonesová Abigail Spearsová | 6–2, 2–6, [8–10] |
| Finalistka | 2. | 3. února 2013   | Pattaya, Thajsko               | tvrdý  | Alexandra Panovová | Kimiko Dateová-Krummová Casey Dellacquová | 3–6, 2–6         |

## Postavení na žebříčku WTA na konci roku

### Dvouhra
| Rok    | 2002 | 2003   | 2004   | 2005   | 2006   | 2007  | 2008  | 2009  |
| Pořadí | 816. | ▲ 405. | ▲ 359. | ▲ 192. | ▼ 227. | ▲ 95. | ▲ 81. | ▼ 85. |

### Čtyřhra
| Rok    | 2003 | 2004   | 2005   | 2006   | 2007   | 2008  | 2009  |
| Pořadí | 387. | ▲ 301. | ▲ 179. | ▲ 128. | ▲ 122. | ▲ 78. | ▲ 38. |